# Christian Francken
Christian Francken (* 1550 in Gardelegen; † 1611 in Rom) war ein deutscher Jesuit und später unitarischer Theologe und Schriftsteller.

## Leben und Werk
Francken stammte aus Gardelegen in der Altmark. Seine Eltern waren reformatorisch orientiert, wandten sich jedoch bald wieder der Katholischen Kirche zu. Francken wurde später Professor an der Wiener Jesuitenschule. 
Diese Position gab er jedoch 1577 auf und wandte sich der reformatorischen Seite zu. Im Jahr 1580 wechselte er als Dozent an die Universität Altdorf. Zunächst lutherisch, bekannte er sich ab etwa 1583 zum Unitarismus. In Basel und La Rochelle publizierte er reformatorische Schriften. Im Jahr 1584 wurde er Rektor der Schule im polnischen Chmielnik. 
Von dort aus engagierte Francken sich auch in dem innerkirchlichen Disput der Polnischen Brüder und nahm Partei für die nonadorantische Position Szymon Budnys. Bekannt wurde insbesondere seine Debatte mit Faustus Socinus am 14. März 1583. Später übersiedelte er nach Siebenbürgen, wo er Aufnahme am Hof von Johannes Gerendi in Neusatz (ungarisch: Aranyosgerend) fand, der ebenfalls den Nonadoranten zugerechnet werden konnte und später zum Mitbegründer der Sabbatarier werden sollte. Im Jahr 1587 hielt sich Franken auch für kürzere Zeit in Prag auf, wo er den englischen Mathematiker John Dee mit den Ideen des Unitarismus bekannt machte. 1588 reiste er nach Siebenbürgen zurück und hielt sich in Kisvárda beim Adligen István Szakolyi auf, mit dem er Schriften von Marsilio Ficino las. Im Jahr 1590 wurde er schließlich Lektor am Kollegium der siebenbürgischen Unitarier in Klausenburg. Hier traf er unter anderem auf Franz David, Johannes Sommer (1542–1574) und Jacob Palaeologus. 
In seinen letzten Jahren reiste Francken unter anderem nach Italien, wo er von der Inquisition festgenommen und später wieder zum Katholizismus konvertiert sein soll.